# Корделівська сільська рада
| Корделівська сільська рада — орган місцевого самоврядування у Калинівському районі Вінницької області з адміністративним центром у с. Корделівка. Сільській раді підпорядковані населені пункти: - с. Корделівка - с. Загребельня |

## Склад ради
Рада складається з 19 депутатів та голови.

## Керівний склад сільської ради
| ПІБ                     | Основні відомості                                                                         | Дата обрання | Дата звільнення |
| ----------------------- | ----------------------------------------------------------------------------------------- | ------------ | --------------- |
| Дудар Людмила Сергіївна | Сільський голова, 1964 року народження, освіта, член Народно-демократичної партії України | 26.03.2006   | 31.10.2010      |
| Дудар Людмила Сергіївна | Сільський голова, 1964 року народження, освіта вища, член Партії регіонів                 | 31.10.2010   |                 |

Примітка: таблиця складена за даними джерела